# The Dangerous Summer
The dangerous summer (O verão perigoso (português brasileiro) ou Verão perigoso (português europeu)) é um livro de não ficção de Ernest Hemingway escrito em 1959/1960 e publicado postumamente em 1985. O livro descreve a rivalidade entre os toureiros Luis Miguel Dominguín e seu cunhado Antonio Ordóñez durante o "perigoso verão" de 1959. É considerado o último livro escrito por Hemingway.

## História
A pedido da revista Life, Hemingway escreveu, entre outubro de 1959 e maio de 1960, um manuscrito de 75 000 palavras. O manuscrito foi reduzido para uma versão de 30 000 palavras e publicado em três números consecutivos da revista em setembro de 1960. No ano seguinte, Hemingway se suicidou. A versão integral do manuscrito foi publicada somente em 1985, 24 anos após a morte do autor.

## Sinopse
O livro narra a ascensão de Antonio Ordóñez (o filho de Cayetano Ordóñez, o toureiro que havia inspirado Hemingway a criar o personagem Pedro Romero de The Sun Also Rises) durante a temporada de touradas de 1959. Em 13 de maio de 1959, em Aranjuez, Antonio é seriamente atingido pelo touro mas permanece na arena e consegue matar o touro, sendo premiado com as suas orelhas, rabo e casco.
Enquanto isso, Luis Miguel Dominguín já era um toureiro famoso e retornava às arenas depois de vários anos parado. Menos habilidoso que Antonio, surgiu uma grande rivalidade entre os dois ao longo da temporada. Começando a temporada com autoconfiança, Luis, aos poucos, vai sendo sobrepujado por Antonio. Enquanto Antonio exibe uma técnica apurada, Luis recorre ao que Hemingway chama de "truques", ou seja, manobras feitas para impressionar o público mas que apresentam pouco grau de dificuldade real. 
Luis é machucado seriamente em Valença, e Antonio se machuca logo depois. Menos de um mês depois, os dois se encontram novamente para o que Hemingway descreve como "uma das maiores touradas que eu já vi", "uma tourada quase perfeita e sem truque algum". Dos seis touros que a dupla enfrentou, eles foram premiados com dez orelhas, quatro rabos e dois cascos, um feito extraordinário. O encontro final ocorreu em Bilbao, com Luis recebendo um golpe quase fatal e Antonio demonstrando maestria ao executar o recibiendo, uma das mais famosas e antigas técnicas de matar o touro. O recibiendo de Antonio exigiu três tentativas, realçando a arte e a bravura do toureiro, que Hemingway comparou às do lendário toureiro Pedro Romero (1745-1839).
- Este artigo foi inicialmente traduzido, total ou parcialmente, do artigo da Wikipédia em inglês cujo título é «The Dangerous Summer».